# 232. Infanterie-Division (Wehrmacht)
La 232. Infanterie-Division fu una divisione dell'esercito tedesco attiva durante la seconda guerra mondiale, che venne creata nel 1944 e schierata in Italia, dove fu fatta prigioniera nel 1945.

## Storia
La divisione fu costituita il 26 giugno 1944, nell'area di addestramento militare di Wildflecken, il personale proveniva dall'Infanterie-Division Wildflecken ed era composto da anziani e convalescenti provenienti dal fronte orientale, inoltre aveva un piccolo numero di unità motorizzate ed era destinata alle operazioni nelle retrovie. Ad agosto venne schierata in Liguria, nell'area di Genova dove rimase fino all'ottobre 1944, quando venne spostata in Lombardia, dove riuscì a difendere con successo un settore nella battaglia del Monte Castello. Da novembre 1944 al febbraio 1945, combatté nell'Appennino. Il 25 aprile fu circondata dagli americani, ma fu in grado di liberarsi dall'accerchiamento, ma poco dopo fu fatta prigioniera dalle truppe statunitensi nella zona tra Brescia e Milano.

## Ordine di battaglia
- Grenadier-Regiment 1043
- Grenadier-Regiment 1044
- Grenadier-Regiment 1045
- Divisions-Füsilier-Bataillon 232
- Artillerie-Regiment 232
- Pionier-Bataillon 232
- Panzerjäger-Abteilung 232
- Feldersatz-Bataillon 232
- Infanterie-Divisions-Nachrichten-Abteilung 232
- Kommandeur der Infanterie-Divisions-Nachschubtruppen 232[1]

## Comandanti
- Generalleutnant Eccard von Gablenz (26 giugno 1944 - maggio 1945)[1]Il tenente generale Eccard von Gablenz

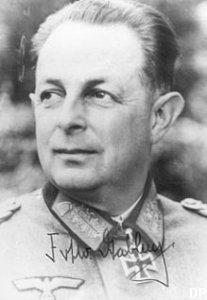
Il tenente generale Eccard von Gablenz